# Dana Remus

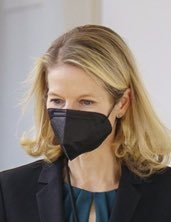
Dana Remus (2022).

Dana Remus ist eine amerikanische Juristin und Anwältin. Sie war seit Amtsantritt von Präsident Joe Biden am 20. Januar 2021 bis zum Juli 2022 Rechtsberaterin des Weißen Hauses.
Vor ihrer Rolle im Weißen Haus diente Remus als stellvertretende Assistentin des Präsidenten und stellvertretende Rechtsberaterin für Ethik in der Regierung von Barack Obama, war allgemeine Rechtsberaterin für die Obama-Stiftung, allgemeine Rechtsberaterin für Michelle Obama und allgemeine Rechtsberaterin für die Präsidentschaftskampagne von Joe Biden 2020. 
Am 17. November 2020 nominierte Joe Biden sie als künftige Rechtsberaterin in seinem Executive Office. Sie trat ihr Amt am 20. Januar 2021 an. Im Juli 2022 verließ sie ihr Amt.

## Leben
Dana Remus wurde in New Hampshire geboren und wuchs in der Stadt Bedford auf. Sie erwarb einen Bachelor of Arts in Ostasienwissenschaften an der Harvard University und einen Juris Doctor an der Yale Law School im Jahr 2002. Sie ist seit dem 21. Januar 2018 verheiratet.